# Foz
Foz – miasto w Hiszpanii, położone na północno-wschodnim wybrzeżu Galicji w prowincji Lugo, nad Zatoką Biskajską. Początkowo miasto było osadą rybacką. W XVI i XVII wieku było ważnym portem i jedną z trzech głównych stoczni Galicji.